# شورلت اکسپرس
شورلت اکسپرس (به انگلیسی: Chevrolet Express) یکی از مدل‌های مینی‌بوس و وَن شرکت خودروسازی شورلت است.

## نگارخانه

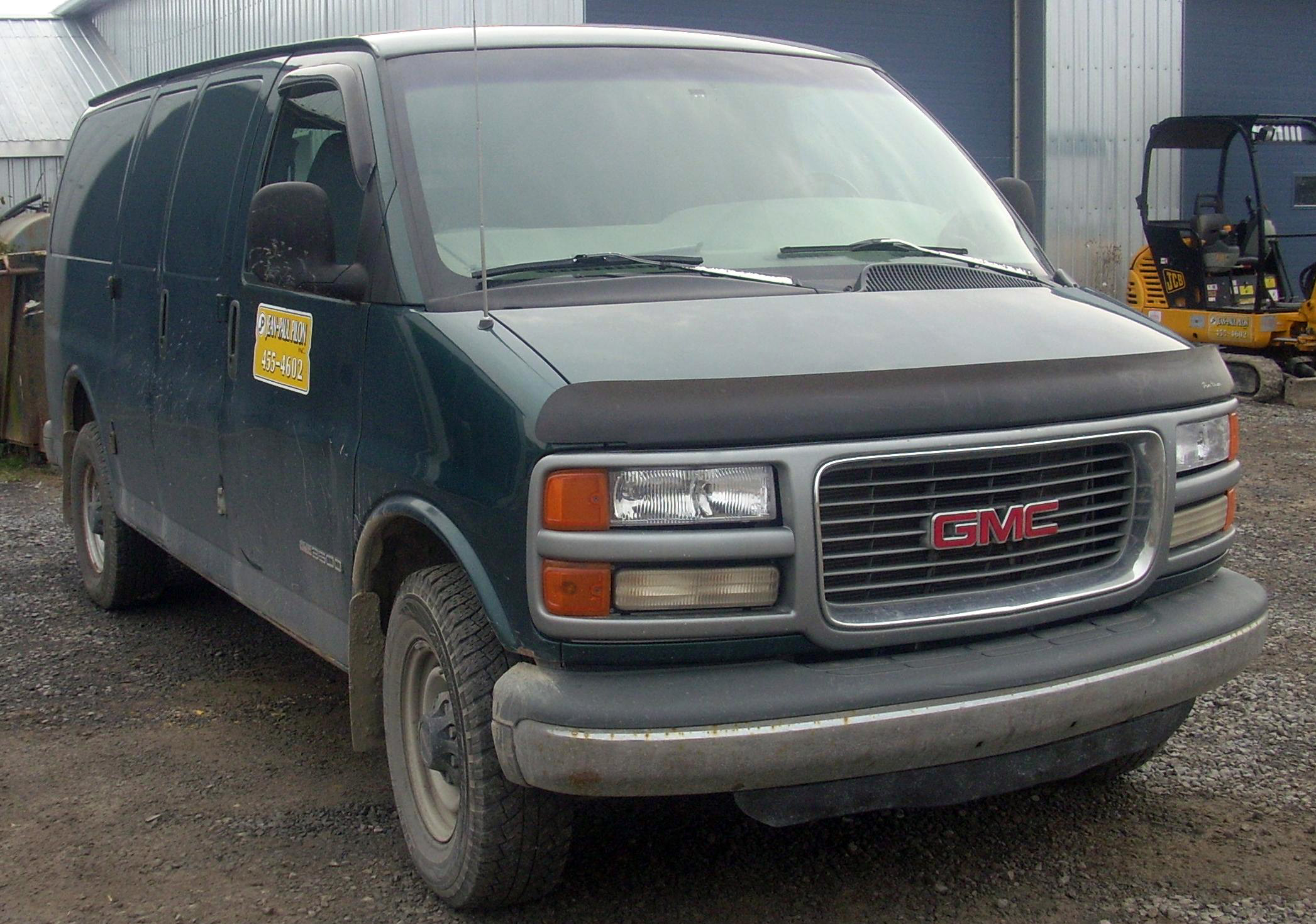
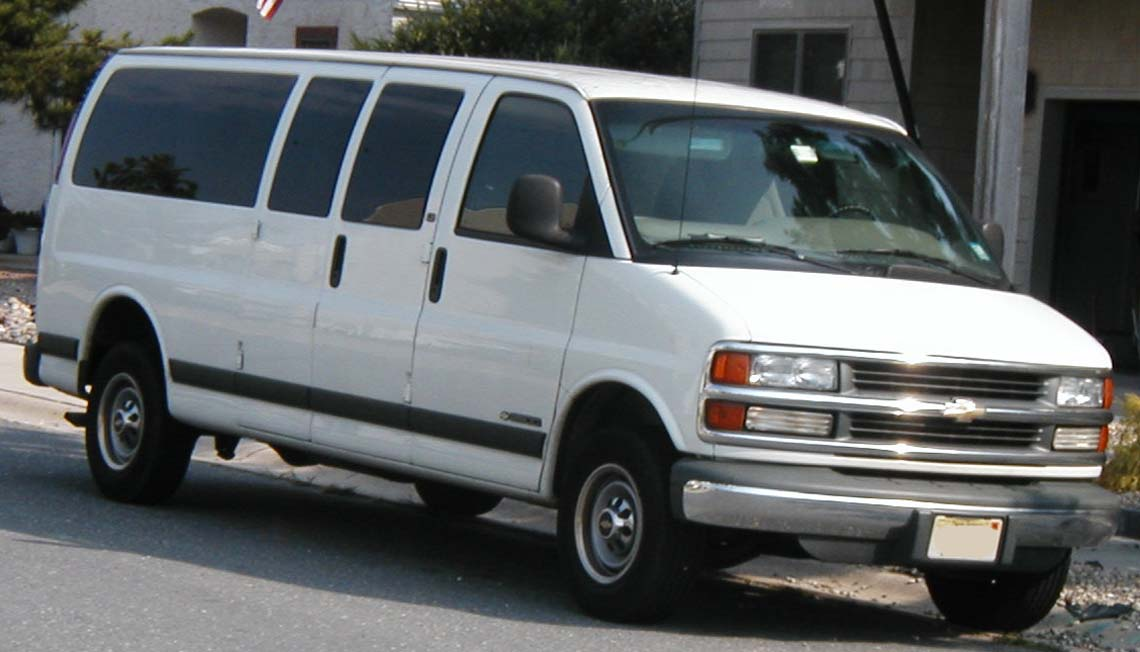
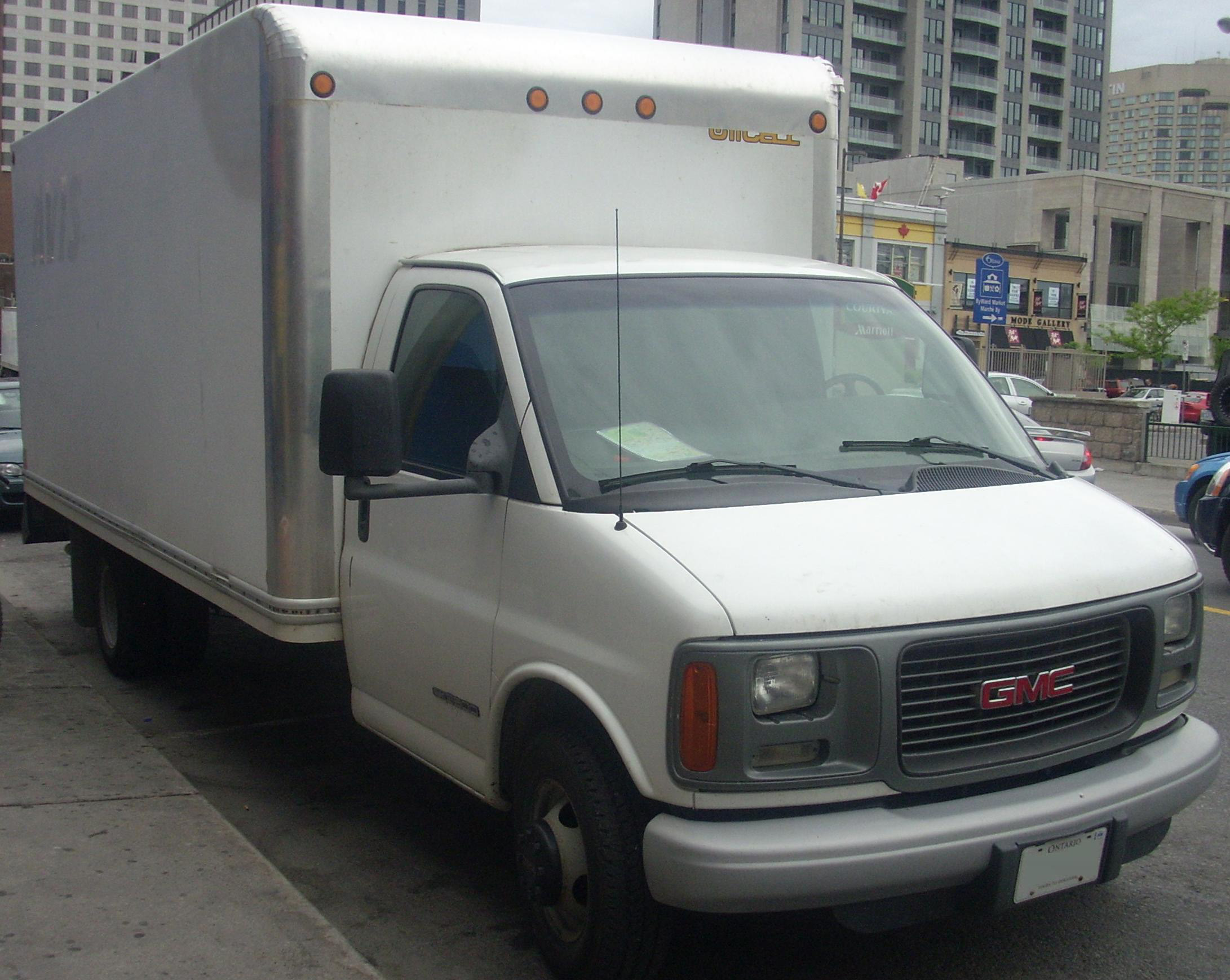